# Loddon (rivière)
Pour les articles homonymes, voir Loddon.
La Loddon est une rivière d'Angleterre qui traverse les comtés du Berkshire et du Hampshire, et un affluent gauche du fleuve la Tamise. 

## Géographie
Longue de 45 km, elle prend sa source dans la banlieue de Basingstoke et se jette dans la Tamise près du village de Wargrave.

### Bassin versant
Son bassin versant est de 1 036 km2 de superficie.

## Affluents
- Bow Brook (rg[note 2]), Lyde River (rd), River Blackwater (rd), Barkham Brook (rd), Emm Brook (rd), Twyford Brook (rd), St Patrick's Stream (rd)

## Hydrologie
Son module est de 2,16 m3/s à Sheepbridge.
Son régime hydrologique est dit pluvial océanique.

### Étiage ou basses eaux
Son débit minimum de 0,52 m3/s a été observé le 26 aout 1976.

### Crues
Son débit maximum de 26,4 m3/s a été observé le 16 septembre 1986.